# Rectoria de Sant Andreu d'Oristà
La Rectoría de Sant Andreu de Oristà es una antigua rectoría habilitada como museo de Oristà (Lluçanès) incluida en el Inventario del Patrimonio Arquitectónico de Cataluña.

## Descripción
La rectoría de la iglesia de Sant Andreu de Oristà es actualmente un edificio muy reconstruido, con los muros de piedras escuadradas sujetadas con cemento y la cubierta de tejas adoble vertiente. El edificio ha sido adaptado a las funciones de museo de Terrissa con el que las diversas salas están unidas por un recorrido. En la parte exterior todavía son visibles algunas estructuras antiguas como una tina cilíndrica. En la acera de enfrente del edificio se conservan algunas de las losas mortuorias con inscripciones que se sacaron del pavimento de la iglesia después del descubrimiento de la cripta.

## Historia
La parroquia de Sant Andreu de Oristà está documentada el 31 de mayo de 942 a través de una venta. El edificio ha perdido las funciones de rectoría y se ha adaptado como Museu de Terrissa Catalana. 